# 1973-74 ABAシーズン
1973-74 ABAシーズン（英語: 1973–74 ABA season）は、アメリカン・バスケットボール・アソシエーション (ABA) の7シーズン目である。今シーズンはニューヨーク・ネッツがユタ・スターズにシリーズ4勝1敗で勝利し、リーグ初優勝を果たした。
1972-73シーズン - 1973-74シーズン - 1974-75シーズン

## 概要
前シーズンからのフランチャイズ移転は1回だけで、それも州内にとどまった。ダラス・チャパラルズはアンジェロ・ドロスによって買収され、サンアントニオに移転し、現在のNBAにそのまま残在するサンアントニオ・スパーズと改称された。
ニューヨーク・ネッツはリーグ最高成績の55勝29敗 (.655) を収め、ポストシーズンも順調に勝ち進み、優勝を成し遂げた。また、同チーム所属のジュリアス・アービングがシーズンMVPとプレーオフMVPに選ばれている。

## 順位

### イースタン・ディビジョン
| チーム                     | 勝 | 敗 | 勝率 | 差 |
| -------------------------- | -- | -- | ---- | -- |
| ニューヨーク・ネッツ       | 55 | 29 | .655 | -  |
| ケンタッキー・カーネルズ   | 53 | 31 | .631 | 2  |
| カロライナ・クーガーズ     | 47 | 37 | .560 | 8  |
| バージニア・スクワイアーズ | 28 | 56 | .333 | 27 |
| メンフィス・タムズ         | 21 | 63 | .250 | 34 |

### ウェスタン・ディビジョン
| チーム                           | 勝 | 敗 | 勝率 | 差 |
| -------------------------------- | -- | -- | ---- | -- |
| ユタ・スターズ                   | 51 | 33 | .607 | -  |
| インディアナ・ペイサーズ         | 46 | 38 | .548 | 5  |
| サンアントニオ・スパーズ         | 45 | 39 | .536 | 6  |
| サンディエゴ・コンキスタドアーズ | 37 | 47 | .440 | 14 |
| デンバー・ロケッツ               | 37 | 47 | .440 | 14 |

## 表彰
- ABA最優秀選手賞: ジュリアス・アービング, ニューヨーク・ネッツ
- 新人王: スウェン・ネイター, サンアントニオ・スパーズ
- 最優秀コーチ賞: ベイブ・マッカーシー, ケンタッキー・カーネルズ & ジョー・ムラニー, ユタ・スターズ
- プレーオフMVP: ジュリアス・アービング, ニューヨーク・ネッツ
- オールスターゲームMVP: アーティス・ギルモア, ケンタッキー・カーネルズ
- 最優秀役員賞: ジャック・アンカーソン, サンアントニオ・スパーズ
- オールABAファーストチーム
  - ジュリアス・アービング, ニューヨーク・ネッツ (ファーストチーム選出は2回目, オールNBAチームは計3回)
  - ジョージ・マクギニス, インディアナ・ペイサーズ (ファーストチーム初選出, オールNBAチームの選出は計2回)
  - アーティス・ギルモア, ケンタッキー・カーネルズ (3回目)
  - ジミー・ジョーンズ, ユタ・スターズ (3回目)
  - マック・カルヴィン, カロライナ・クーガーズ (ファーストチーム選出は2回目, オールNBAチームは計3回)
- オールABAセカンドチーム
  - ダン・イッセル, ケンタッキー・カーネルズ (セカンドチーム選出は3回目, オールNBAチームは計4回)
  - ウィリー・ワイズ, ユタ・スターズ (2回目)
  - スウェン・ネイター, サンアントニオ・スパーズ
  - ロン・ブーン, ユタ・スターズ
  - ルイー・ダンピアー, ケンタッキー・カーネルズ (4回目)
- オールディフェンシブチーム
  - マイク・ゲイル (2回目), ケンタッキー・カーネルズ
  - アーティス・ギルモア (2回目), ケンタッキー・カーネルズ
  - ジュリアス・ケイ (2回目), デンバー・ロケッツ
  - テッド・マクレーン, カロライナ・クーガーズ
  - ローランド・テイラー, バージニア・スクワイアーズ
  - ウィリー・ワイズ (2回目), ユタ・スターズ
- オールルーキーチーム
  - マイク・グリーン, デンバー・ロケッツ
  - ラリー・ケノン, ニューヨーク・ネッツ
  - ボー・ラマー, サンディエゴ・コンキスタドアーズ
  - スウェン・ネイター, バージニア・スクワイアーズ (1973年11月にサンアントニオ・スパーズに移籍。)
  - ジョン・ウィリアムソン, ニューヨーク・ネッツ